# Baumkronenpfad Beelitz-Heilstätten

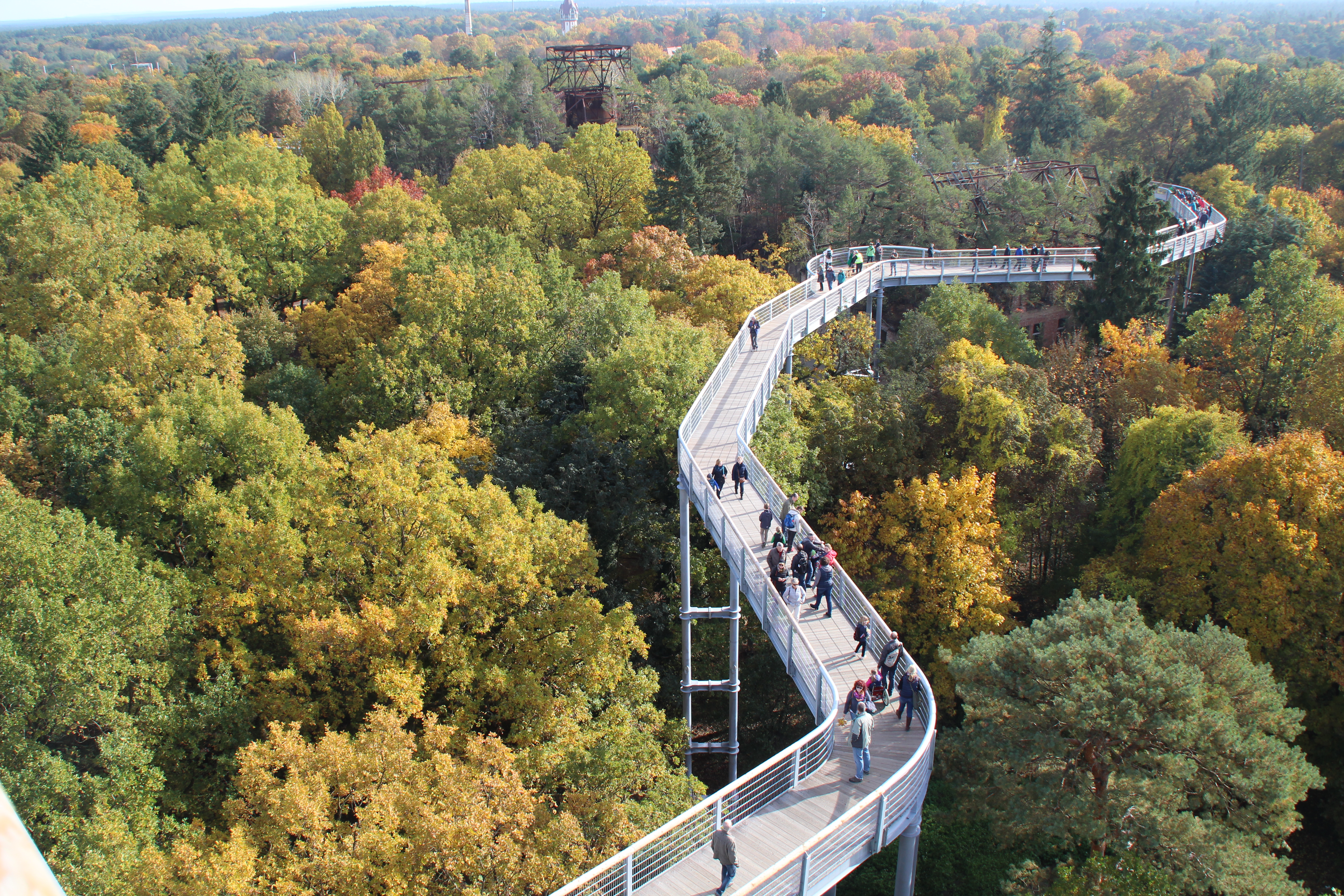
Baumkronenpfad Beelitz-Heilstätten

Der Baumkronenpfad Beelitz-Heilstätten wurde 2015 als erster Baumkronenpfad im Land Brandenburg auf dem Gelände der ehemaligen Frauen-Lungenheilstätte in Beelitz-Heilstätten, einem Ortsteil der Stadt Beelitz im Landkreis Potsdam-Mittelmark eröffnet. Das Erlebnisareal Baumkronenpfad umfasst neben dem eigentlichen Baumkronenpfad auch einen Aussichtsturm sowie ein Bistro und wird von der HPG Projektentwicklungs GmbH unter dem Namen „Baum & Zeit“ betrieben.

## Anlage

### Der Pfad

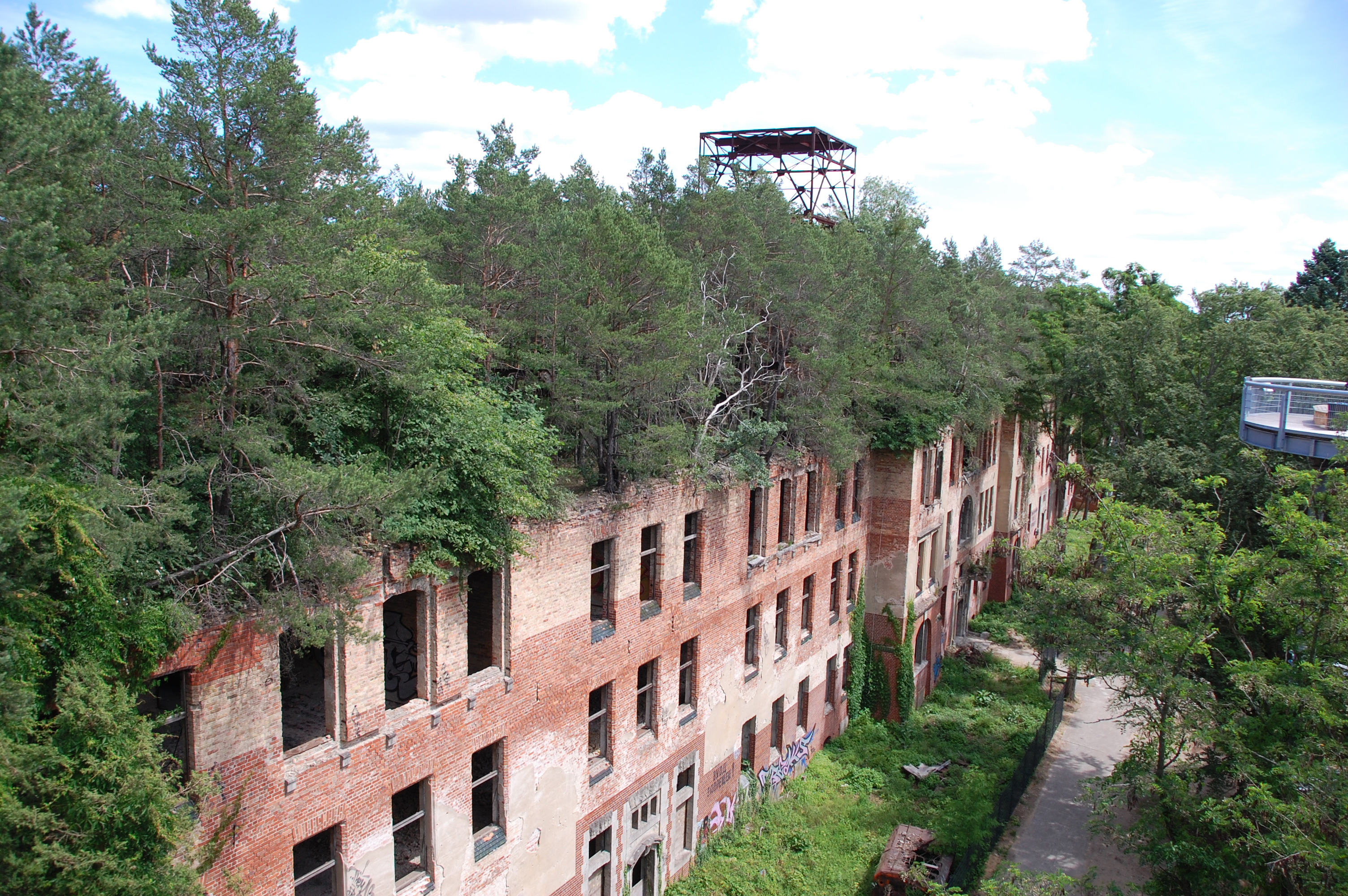
Blick vom Pfad auf das „Alpenhaus“

Der fast 800 Meter lange Baumkronenpfad Beelitz-Heilstätten verläuft zwischen seinen beiden Zugängen als 2,2 Meter breiter Holzsteg auf einer leicht kurvig angelegten Stahlkonstruktion in einer Höhe über Grund zwischen etwa 17 und 23 Meter. Der westliche Zugang erfolgt an dem dort errichteten Aussichtsturm wahlweise barrierefrei mit einem Aufzug oder über Treppen. Der Pfad überquert in seinem Verlauf die Ruine des 1945 durch einen Brand zerstörten Pavillons B IV der Frauen-Lungenheilstätte, dem sogenannten „Alpenhaus“. Hier sind Relikte des alten Inventars, Reste der früheren Dachkonstruktion und die seit über 60 Jahren auf dem Dach des Gebäudes wachsenden Bäume beinahe zum Greifen nah. Informationstafeln entlang des Pfads erläutern die Geschichte der verschiedenen Gebäude der Heilstätten und die Vielfalt der Gewächse in der Wald-Parkanlage. Kurz vor dem Ende des Baumkronenpfads befindet sich nahe der Nordostecke des Alpenhauses ein weiterer Zugang, allerdings nur über Treppen.
Bei etwa halber Länge des Baumkronenpfads befindet sich südlich des Alpenhauses eine Nottreppe als möglicher Fluchtweg.

### Aussichtsturm

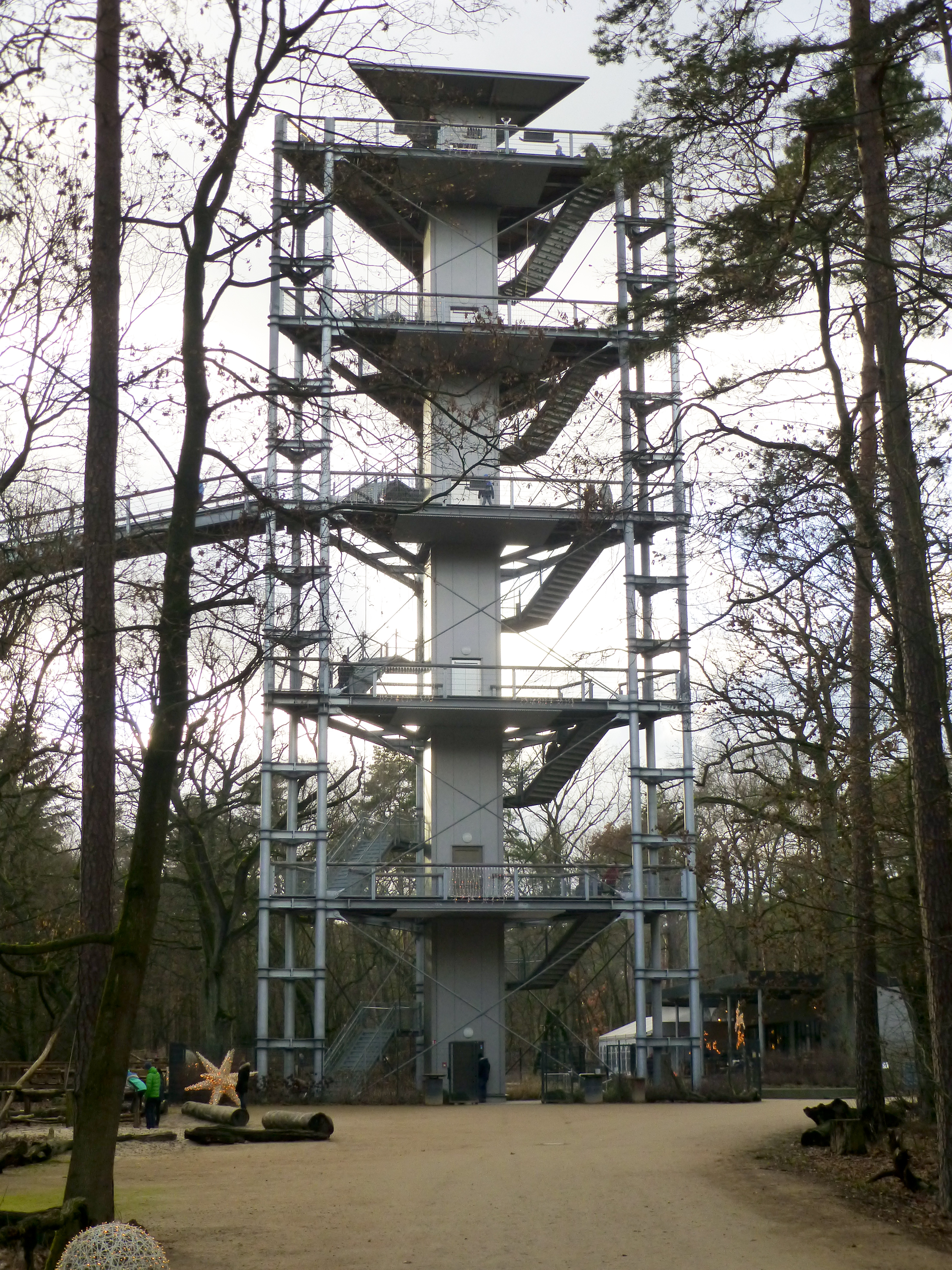
Aussichtsturm des Baumkronenpfads Beelitz-Heilstätten

Im nordwestlichen Teil des Areals steht als markanter Blickfang ein 40,5 Meter hoher, in Stahlbauweise errichteter Aussichtsturm mit dreieckigem Grundriss, dessen fünf Ebenen mit einem Aufzug oder über eine um den Aufzugsschacht angelegte Treppe erreichbar sind. Der Zugang auf den Baumkronenpfad erfolgt von der auf 21,6 Meter Höhe liegenden dritten Ebene des Turms. Die oberste fünfte Ebene auf 36 Meter Höhe dient als Aussichtsplattform. Auf dieser befinden sich Informationstafeln zu den umliegenden Gebäuden sowie ein Fernrohr. Von hier bietet sich ein sehr guter Blick auf das weitläufige Gelände der Heilstätten und bei guter Fernsicht bis zum Fläming im Süden und Berlin im Norden.
Der Aussichtsturm befindet sich auf 67,4 m ü. NN Höhe, wurde nach einer Bauzeit von drei Monaten am 11. September 2015 eröffnet und steht auf einem 280 m² großen Fundament, für das etwa 700 Tonnen Beton verbaut wurden. Das Gesamtgewicht des Turms beträgt 170 Tonnen, seine Baukosten beliefen sich auf eine Million Euro. Bis zur oberen Aussichtsplattform sind beim Treppenaufgang insgesamt 200 Stufen zu bewältigen.

## Weiteres
Neben der eigenständigen Erkundung des eintrittspflichtigen Geländes mit dem Baumkronenpfad werden verschiedene Führungen mit Besichtigungen von sehenswerten Gebäuden sowie des Wald-Parks angeboten. Von Mai bis September ist als weiteres touristisches Highlight ein neben dem Erlebnisareal angelegter Barfußpark zugänglich.
Im Jahr 2017 erhielt der Baumkronenpfad den Tourismuspreis des Landes Brandenburg.